# Măldăeni
Măldăeni is een Roemeense gemeente in het district Teleorman.
Măldăeni telt 4607 inwoners.